# 寺尾正・文姉妹

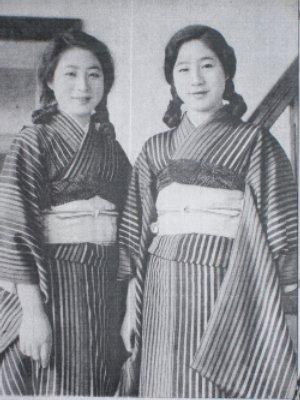
寺尾姉妹（1928） 左：文 右：正

寺尾正・文姉妹（てらお きみ・ふみ しまい、姉・正1911年11月7日 - 1998年以降、妹・文1911年11月7日 -  1997年12月24日）は、東京府東京市本所区北二葉町（現・東京都墨田区石原）出身の一卵性双生児の陸上競技選手。姉の正は50m、妹の文は100mの元日本記録保持者。過熱した人気を憂えた両親の意向により、競技生活の絶頂期に事実上引退した。結婚後の姓名は前田正、有賀文。
1991年11月24日放送の『西田ひかるの痛快人間伝 -Dashing life story-』では人見絹枝の特集が組まれたが、人見絹枝のライバルであり交流のあった寺尾姉妹が揃ってインタビューを受けていた。

## 来歴
- 1911年、東京市本所区北二葉町に、牛乳販売店を営む寺尾鐵二・政の二女・三女として誕生。
- 1917年、東京都二葉尋常小学校（現・墨田区立二葉小学校）に入学。
- 1923年、関東大震災で自宅を焼失。陸軍被服廠を避け脱出したため、一家全員無事だった。
- 1924年、東京府立第一高等女学校（現・東京都立白鷗高校）に入学。
- 10月、第2回女子選手権（東京帝大トラック）に出場。正は50mを7秒0、文は100mを14秒0のそれぞれ当時日本タイ記録で優勝。
- 同月、第1回明治神宮競技大会（明治神宮外苑競技場）に出場。正は50mを途中棄権。文は100mを欠場。
- 1925年、行田重治、縄田尚文のコーチを受ける（主に早大トラック）。
- 10月、明治神宮大会関東予選会（神宮外苑トラック）で、正は50mを7秒2で優勝。文は100m走を13秒2の日本記録で優勝。共に出場した200mリレーでは府立第一高女チームが27秒8の日本記録で優勝。
- 同月、第2回明治神宮競技大会（神宮）に出場。正は50mでは人見絹枝に敗れ3位。200mリレーは長岡高等女学校（現・新潟県立長岡大手高校）チームに敗れ2位。文は100mでは13秒5で中山久美子（小浜高等女学校（現・福井県立若狭高校）に敗れ2位。
- 11月、文は第12回全日本陸上競技選手権大会（現・日本陸上競技選手権大会）（神宮）に出場。100mを13秒0の日本記録で優勝。
- 1926年、2月、全日本陸上競技連盟が初めて女子の日本記録を認定。50mでは正の7秒2、100m走では文の13秒0が日本記録として公認される。
- 5月、第2回関東陸上選手権（神宮外苑トラック）に出場。正は50mを7秒1で優勝。文は100m走を棄権。「アーモンド」チームと名付けられた府立第一高女チームは、200mリレーでは失格したものの400mリレーは55秒4で優勝。
- 同月、女学校連盟第1回競技会に出場（神宮）。正は50mを7秒0の日本記録、文は100mを13秒0の日本タイ記録で優勝。アーモンドチームは200、300、400mリレーで優勝。
- 6月、第3回女子体育運動会（神宮外苑トラック）の番外として、正、文、人見、松翁俊子（淀之水高等女学校（現・淀之水高校））の4人で400mリレーを行い、52秒2の日本記録を出す。
- 10月、明治神宮大会関東予選会（神宮外苑トラック）で、文は100mを13秒0の日本タイ記録で優勝。正は故障で欠場。
- 同月、文は第3回明治神宮競技大会（神宮）に出場。100m二次予選で12秒7の世界最高記録（非公認）を出す。決勝は13秒3で優勝。アーモンドチームは400mリレーで優勝、200mリレーでは長岡高女に敗れ、2位。
- 1927年、11月、第4回明治神宮競技大会（神宮）に出場。50mで人見絹枝（6秒4〈世界タイ記録〉）に敗れ、文は2位、正は3位。100mでも人見（12秒5）に敗れ、文は2位、正は3位。姉妹にとって、最後の大会となる。
- 1928年、「婦人倶楽部」の新年号に正・文をモデルにした久米正雄の小説『双鏡』が発表される。同作は家族の抗議を受け3月号で休載したと田中舘哲彦は書いているが、実際は12月まで連載されている。この年の春から姉妹は競技を断念。
- その後、正は20歳、文は18歳で結婚する。

## エピソード
- 人見はアムステルダムオリンピック選考競技会の前に寺尾家を訪問し、出場するよう家族を説得した。

## 参考書籍
- 田中舘哲彦 『遠い青春の快走 -寺尾姉妹物語-』 ベースボール・マガジン社、1986年
- 大島幸助 『銀座フルーツパーラーのお客さん -そのサインと生涯-』 文園社、2002年